# Uridin-difosfat N-acetilglukozamin
Uridin-difosfat -acetilglukozamin (UDP-GlcNAc) je nukleotidni šećer i koenzim u metabolizmu. Njega koriste glikoziltransferaze za prenos -acetilglukozaminskih ostataka na supstrate. -Glukozamin se prirodno formira u obliku glukozamin-6-fosfata. On je biohemijski prekurzor svih šećera koji sadrže azot. Specifičnije, glukozamin-6-fosfat se sintetiše iz fruktoza 6-fosfata i glutamina kao prvi korak biosinteze heksozamina. Krajnji proizvod ovog sintetičkog puta je UDP-GlcNAc, koji se zatim koristi za formiranje glikozaminoglikana, proteoglikana, i glikolipida.